# Gruna das Cobras
A Gruna das Cobras é uma caverna localizada na cidade de Andaraí, próxima ao povoado de Igatu, no Parque Nacional da Chapada Diamantina, região central do estado brasileiro da Bahia, na Serra do Sincorá.
Geologicamente sua formação tem origem no Proterozoico, há bilhões de anos, quando teve início a deposição dos materiais que vieram a constituir as rochas metassedimentares de arenito, siltito e argilito que a compõem.
Distante cerca de 800 metros da gruna da Parede Vermelha, têm ambas as mesmas características geológicas, além de nelas haver sido identificada uma nova espécie de aracnídeo (Tmesiphantes hypogeus sp. nov.), considerada a primeira espécie de tarântula troglóbia do Brasil.